# 484 هـ
484 هـ هي سنة في التقويم الهجري امتدت مقابلةً في التقويم الميلادي بين سنتي 1091 و1092.

## مواليد
- شهدة بنت أحمد الإبري الدينوري

## وفيات
- أبو عبد الله الكاشغري
- الراضي بن المعتمد
- الفتح بن المعتمد
- المعتصم بن صمادح